# S-Bahn Rhin-Neckar
La S-Bahn RheinNeckar est un réseau de S-Bahn de la région métropolitaine Rhin-Neckar.

## Lignes
| Ligne | Terminus                                                                   | Tracé |
| ----- | -------------------------------------------------------------------------- | ----- |
|       | Hombourg(Sarre) <> Osterburken                                             |       |
|       | Kaiserslautern centrale <> Mosbach (Baden)                                 |       |
|       | Germersheim – Karlsruhe centrale                                           |       |
|       | Bruchsal - Germersheim                                                     |       |
|       | Mannheim-Waldhof <> Mannheim centrale                                      |       |
|       | Germersheim <> Bruchsal                                                    |       |
|       | Ludwigshafen (Rhin) BASF Nord <> Ludwigshafen (Rhin) centrale              |       |
|       | Heidelberg-centrale <> Sinsheim (Elsenz) Hbf <> Eppingen (<> Bad Rappenau) |       |
|       | Heidelberg-centrale <> Meckesheim <> Aglasterhausen                        |       |
|       | Bensheim <> Mannheim-centrale <> Mayence-centrale (> Wiesbaden Hbf)        |       |
|       | Hockenheim <> Heidelberg-centrale                                          |       |
|       | Mannheim-centrale <> Biblis                                                |       |
|       | Karlsruhe centrale <> Mannheim-centrale <> Groß‑Rohrheim                   |       |